# Du soleil pour les gueux
Pour plus de détails, voir Fiche technique et Distribution.
Du soleil pour les gueux est un moyen métrage français réalisé par Alain Guiraudie, sorti en 2001.

## Synopsis
Nathalie Sanchez part à la recherche de « bergers d'ounayes ». Elle rencontre en chemin le berger Djema Gaouda Lon, qui a perdu ses ounayes. Ils partent alors tous deux en quête des bêtes perdues.

## Fiche technique
- Titre : Du soleil pour les gueux
- Réalisation : Alain Guiraudie
- Scénario : Alain Guiraudie
- Image : Antoine Héberlé
- Musique : Victor Betti
- Son : Sylvain Girardeau
- Montage : Anne-Marie Groscolas et Pierre Molin
- Pays de production :  France
- Format : couleurs - 35 mm
- Genre : Comédie dramatique
- Durée : 55 minutes
- Date de sortie : France - 7 mars 2001

## Distribution
- Isabelle Girardet : Nathalie Sanchez
- Alain Guiraudie : Carol Izba
- Jean-Paul Jourdàa : Pool Oxanosas Daï
- Michel Turquin : Djema Gaouda Lon